# Intel Xeon (Ice Lake)
Mit 2 Jahren Verspätung wird die Intel Xeon Server-Prozessor-Familie der Ice-Lake Generation am 6. April 2021 vorgestellt.
Sie laufen wie die Xeon-Cooper-Lake-Server-Prozessor-Familie unter dem Verkaufsnamen „Scalable Processors dritte Generation“, obwohl es sich bei den Ice-Lake Prozessoren im Gegensatz zu Cooper-Lake wirklich um eine komplett neue Generation mit neuen CPU-Kernen (Codename „Sunny Cove“) handelt.
Die Ice-Lake-Xeons erfordern, da sie insgesamt 8 Kanäle für DDR4-Hauptspeicher (2 mehr als die vorangegangenen Generationen) besitzen, einen neuen Sockel (LGA4189 oder  P+/P4) und damit eine neue Server-„Plattform“ (Hauptplatine / Chipsatz), (Codename „Whitley“). Dieser Sockel wurde bereits von der Xeon Cooper-Lake 4-8 Prozessor-Plattform genutzt.
Als Chipsatz-Baustein kommt eine Variante des bereits in den Vorgängergenerationen genutzten  C621 A PCH (Codename „Lewisburg“) zum Einsatz, er ist weiterhin über DMI Generation 3 an der CPU angebunden.
Die Ice-Lake-Xeons stellen erstmals PCIe 4.0 Leitungen bereit und davon 64 je Sockel, gegenüber 48 Leitungen PCIe 3.0 bei den Vorgängergenerationen.
Da für Ende 2021 / Anfang 2022 bereits die Nachfolgegeneration Saphire Rapids angekündigt ist, die wiederum neue Sockel und PCIe Version 5 mit sich bringt, sind keine Aufrüstmöglichkeiten zu erwarten. Die erschienenen Varianten bedienen das größte Marktsegment der 1-2 Sockel Server, Maschinen mit mehr Sockel sind nicht zu erwarten, sodass der Ice-Lake-Xeon-Reihe nur ein kurzes Produkt-„Leben“ zugedacht ist.
Das Namensschema für „Scalable Processors“ mit den Verkaufs-Bezeichnungen Bronze, Silber, Gold und Platinum wird von der ersten SP-Generation übernommen, an zweiter Stelle des 4-stelligen Modell-Codes findet sich für die dritte Generation eine 3.
Wie in den Generationen vorher gibt es drei Fertigungsvarianten des Chips nach maximaler Anzahl CPU-Kerne:
| Variante                 | max. Kerne | UPI-Links | Größe des Chips |
| ------------------------ | ---------- | --------- | --------------- |
| Low Core Count (LCC)     | 16         | 2         | 370 mm²         |
| High Core Count (HCC)    | 28         | 3         | 505 mm²         |
| Extreme Core Count (XCC) | 42         | 3         | 640 mm²         |

Ice Lake Xeon wird mit dem verspäteten 10-Nanometer-Fertigungsprozess von Intel selbst hergestellt.
Aufgrund des monolithischen Fertigungsansatzes sind nicht mehr als 42 Kerne je Chip zu erwarten, da die Größe des Chips an der oberen Grenze der technischen Machbarkeit liegt. Von diesen werden maximal 40 aktiviert, um die gesamte Ausbeute zu verbessern. Eine Multi-Chip-CPU wie noch bei Xeon Cascade Lake („Platinum 92xx Advanced Performance“) gibt es nicht.
Der Nachfolger Saphire Rapids soll aus 4 „Dies“ (Einzel-Chips) zusammengesetzt werden.
Vermutlich deshalb wurde die Größe des 3rd-Level Cache-Speichers von 1,5 MB pro Kern nicht gegenüber den 14-nm-Vorgängergenerationen erhöht.
Verlangte Intel in der Xeon SP Cascade Lake-Generation noch teilweise gewaltige Preisaufschläge für Varianten, die über 1 TB RAM pro Sockel unterstützten, unterstützen jetzt alle Modelle bis zu 4 TB (6 TB mit den 3D XPoint „persistent Memory“-Optane-Module der zweiten Generation)  RAM pro Sockel.
Dies dürfte auf die für Intel schwierige Konkurrenzsituation durch die technisch teilweise überlegenen AMD EPYC Milan Prozessoren zurückzuführen sein.

## Modelle der Xeon Scalable Processors
Diese Prozessorbaureihe ist für 1-2 Sockelsysteme konzipiert.
| Modell      | Verkaufsklasse | Erschienen | Anz. Kerne | Turbo-Frequenz | Basis-Frequenz | 3rd-Level Cache | TDP   | Anz. UPI-Links |
| ----------- | -------------- | ---------- | ---------- | -------------- | -------------- | --------------- | ----- | -------------- |
| Xeon® 8380  | Platinum       | Q2'21      | 40         | 3,40 GHz       | 2,30 GHz       | 60 MB           | 270 W |                |
| Xeon® 8351N | Platinum       | Q2'21      | 36         | 3,50 GHz       | 2,40 GHz       | 54 MB           | 225 W |                |
| Xeon® 8352V | Platinum       | Q2'21      | 36         | 3,50 GHz       | 2,10 GHz       | 54 MB           | 195 W |                |
| Xeon® 8360Y | Platinum       | Q2'21      | 36         | 3,50 GHz       | 2,40 GHz       | 54 MB           | 250 W |                |
| Xeon® 8368Q | Platinum       | Q2'21      | 38         | 3,70 GHz       | 2,60 GHz       | 57 MB           | 270 W |                |
| Xeon® 8368  | Platinum       | Q2'21      | 38         | 3,40 GHz       | 2,40 GHz       | 57 MB           | 270 W |                |
| Xeon® 8358  | Platinum       | Q2'21      | 32         | 3,40 GHz       | 2,60 GHz       | 48 MB           | 250 W | 3              |
| Xeon® 8352Y | Platinum       | Q2'21      | 32         | 3,40 GHz       | 2,20 GHz       | 48 MB           | 205 W |                |
| Xeon® 8352S | Platinum       | Q2'21      | 32         | 3,40 GHz       | 2,20 GHz       | 48 MB           | 205 W |                |
| Xeon® 8358P | Platinum       | Q2'21      | 32         | 3,40 GHz       | 2,60 GHz       | 48 MB           | 240 W |                |
| Xeon® 6348  | Gold           | Q2'21      | 28         | 3,50 GHz       | 2,60 GHz       | 42 MB           | 235 W |                |
| Xeon® 6346  | Gold           | Q2'21      | 16         | 3,60 GHz       | 3,10 GHz       | 36 MB           | 205 W |                |
| Xeon® 6338  | Gold           | Q2'21      | 32         | 3,20 GHz       | 2,00 GHz       | 48 MB           | 205 W |                |
| Xeon® 6330N | Gold           | Q2'21      | 28         | 3,40 GHz       | 2,20 GHz       | 42 MB           | 165 W |                |
| Xeon® 6330  | Gold           | Q2'21      | 28         | 3,10 GHz       | 2,00 GHz       | 42 MB           | 205 W |                |
| Xeon® 6354  | Gold           | Q2'21      | 18         | 3,60 GHz       | 3,00 GHz       | 39 MB           | 205 W |                |
| Xeon® 6314U | Gold           | Q2'21      | 32         | 3,40 GHz       | 2,30 GHz       | 48 MB           | 205 W |                |
| Xeon® 6338N | Gold           | Q2'21      | 32         | 3,50 GHz       | 2,20 GHz       | 48 MB           | 185 W |                |
| Xeon® 6342  | Gold           | Q2'21      | 24         | 3,50 GHz       | 2,80 GHz       | 36 MB           | 230 W |                |
| Xeon® 6338T | Gold           | Q2'21      | 24         | 3,40 GHz       | 2,10 GHz       | 36 MB           | 165 W |                |
| Xeon® 6336Y | Gold           | Q2'21      | 24         | 3,60 GHz       | 2,40 GHz       | 36 MB           | 185 W |                |
| Xeon® 6312U | Gold           | Q2'21      | 24         | 3,60 GHz       | 2,40 GHz       | 36 MB           | 185 W |                |
| Xeon® 5318Y | Gold           | Q2'21      | 24         | 3,40 GHz       | 2,10 GHz       | 36 MB           | 165 W |                |
| Xeon® 5318S | Gold           | Q2'21      | 24         | 3,40 GHz       | 2,10 GHz       | 36 MB           | 165 W |                |
| Xeon® 5318N | Gold           | Q2'21      | 24         | 3,40 GHz       | 2,10 GHz       | 36 MB           | 150 W |                |
| Xeon® 5320  | Gold           | Q2'21      | 26         | 3,40 GHz       | 2,20 GHz       | 39 MB           | 185 W |                |
| Xeon® 5320T | Gold           | Q2'21      | 20         | 3,50 GHz       | 2,30 GHz       | 30 MB           | 150 W |                |
| Xeon® 6326  | Gold           | Q2'21      | 16         | 3,50 GHz       | 2,90 GHz       | 24 MB           | 185 W |                |
| Xeon® 5317  | Gold           | Q2'21      | 12         | 3,60 GHz       | 3,00 GHz       | 18 MB           | 150 W |                |
| Xeon® 5315Y | Gold           | Q2'21      | 8          | 3,60 GHz       | 3,20 GHz       | 12 MB           | 140 W |                |
| Xeon® 6334  | Gold           | Q2'21      | 8          | 3,70 GHz       | 3,60 GHz       | 18 MB           | 165 W |                |
| Xeon® 4316  | Silver         | Q2'21      | 20         | 3,40 GHz       | 2,30 GHz       | 30 MB           | 150 W |                |
| Xeon® 4314  | Silver         | Q2'21      | 16         | 3,40 GHz       | 2,40 GHz       | 24 MB           | 135 W |                |
| Xeon® 4310  | Silver         | Q2'21      | 12         | 3,30 GHz       | 2,10 GHz       | 18 MB           | 105 W |                |
| Xeon® 4310T | Silver         | Q2'21      | 10         | 3,40 GHz       | 2,30 GHz       | 15 MB           | 105 W |                |
| Xeon® 4309Y | Silver         | Q2'21      | 8          | 3,60 GHz       | 2,80 GHz       | 12 MB           | 105 W |                |

Die Buchstaben hinter den Modellbezeichnungen haben die folgenden Bedeutungen:
- Q = Liquid Cooled SKU
- Y = Supports Intel SST-PP 2.0
- P = IaaS Cloud Specialised Processor
- V = SaaS Cloud Specialised Processor
- N = Networking/NFV Optimized
- M = Media Processing Optimized
- T = Long-Life and Extended Thermal Support
- U = Uniprocessor (1P Only)
- S = 512 GB SGX Enclave per CPU Guaranteed (...but not all 512 GB are labelled S)

## Xeon W33xx
Im Juli 2021 kündigt Intel die dritte Generation von Workstation-Prozessoren der Xeon W-Familie an.
Xeon W ist eine Ableitung der Serverprozessoren Scalable Processors-Baureihe, es können nur Ein-Sockel-Systeme mit diesen aufgebaut werden, der
maximal mögliche Hauptspeicherausbau ist derselbe wie bei den Scalable Processors 4 TByte.
Es wird eine Variante des Lewisburg-Chipsatzes verwendet, der C21A.
Im Unterschied zu den Serverprozessoren sind Thunderbolt 4 und Wifi 6E Anschlüsse möglich.
Die „Thermal-Design-Power“  (TDP) ist gegenüber der letzten Baureihe noch einmal deutlich gesteigert worden.
Modelle:
| Modell | Erschienen | Anz. Kerne | Turbo-Frequenz | Basis-Frequenz | 3rd-Level Cache | TDP  |
| ------ | ---------- | ---------- | -------------- | -------------- | --------------- | ---- |
| W-3375 | Q3'21      | 38         | 4,00 GHz       | 2,50 GHz       | 57 MB           | 270W |
| W-3365 | Q3'21      | 32         | 4,00 GHz       | 2,70 GHz       | 48 MB           | 270W |
| W-3345 | Q3'21      | 24         | 4,00 GHz       | 3,00 GHz       | 36 MB           | 250W |
| W-3335 | Q3'21      | 16         | 4,00 GHz       | 3,40 GHz       | 24 MB           | 250W |
| W-3323 | Q3'21      | 12         | 3,90 GHz       | 3,50 GHz       | 21 MB           | 220W |

Diese CPUs konkurrieren mit der AMD-Threadripper Serie.
Verwendet werden die Sunny-Cove-Kerne mit zwei AVX512-Einheiten je Kern.